# Peter Buch Christiansen
Peter Buch Christiansen (født 2. december 1999) er en dansk fodboldspiller, der spiller som angriber for Viking FK.

## Karriere
Christiansen startede sin karriere i Starup UIF, inden han som 12-årig skiftede til Haderslev FK.

### SønderjyskE
Peter Christiansen startede sin karriere i ungdomsrækkerne for SønderjyskE. Blandt andet blev han topscorer i U/19 Divisionen 2017-18 med 21 mål.
Han fik sin debut i Superligaen under den daværende træner Claus Nørgaard den 8. december 2018 i en kamp mod Hobro IK, der endte 0-0. Her spillede han 68 minutter, før han blev udskiftet. Få dage senere, den 13. december 2018, skrev han under på en fuldtidskontrakt gældende fra sommeren 2019.
Første mål i Superligaen scorede han den 10. marts 2019 i en kamp mod Esbjerg fB, som SønderjyskE vandt 3-1. Her åbnede Christiansen scoringen i 26. minut til stillingen 1-0. I den efterfølgende kamp startede han også og assisterede SønderjyskE's enlige mål af Mart Lieder, da klubben tabte 2-1 til FC Midtjylland. Mål nummer to kom i 28. runde mod Vejle Boldklub i en kamp, som sønderjyderne tabte 4-1.
Den 1. juli 2020 vandt han sit første trofæ med sin klub, da SønderjyskE slog AaB 2-0 i finalen af Sydbank Pokalen.  Han så hele kampen fra bænken, men fik i alt fire ud af seks kampe i turneringen, og scorede blandt andet i en 5-0 sejr over BK Viktoria i turneringens 2. runde. 

## Titler

### Klub
SønderjyskE
- Sydbank Pokalen: 2020